# SPV GmbH
SPV GmbH (Schallplatten Produktion und Vertrieb GmbH) è un'etichetta discografica indipendente tedesca, fondata nel 1984 ad Hannover da Manfred Schütz, per distribuire in Germania la Roadrunner Records. È diventata progressivamente uno dei più grandi distributori di etichette indipendenti, tra le quali le sotto-label di musica heavy metal Steamhammer, Long Branch Records, Synthetic Symphony, Oblivion, SPV Recordings, Audiopharm, e la label di musica progressiva Inside Out. 
La storica label tedesca ha presentato istanza di insolvenza nel 2009, a causa del calo drastico delle vendite dei suoi prodotti. Il tribunale l'ha posta in amministrazione controllata, amministrazione terminata con un ridimensionamento alla fine dello stesso anno. L'attività è poi proseguita fino all'acquisizione nel 2020 da parte della Napalm Records.

## Alcuni artisti
- Albert Hammond
- Al Di Meola
- Amplifier
- Angra
- Annihilator
- Atrocity
- Axel Rudi Pell
- Ayreon
- Bad Religion
- Beyond Fear
- Biohazard
- Blackfield
- Blackmore's Night
- Blaze
- Böhse Onkelz
- Borknagar
- Brainstorm
- Brazen Abbot
- Chris de Burgh
- Chris Farlowe
- Chris Spedding
- Covenant
- Deicide
- Demons & Wizards
- Dio
- Doro
- Dropkick Murphys
- Dry Kill Logic
- Edgar Winter
- Elis
- Eric Burdon
- Evergrey
- Feinstein
- Fields of the Nephilim
- Firebird
- Fozzy
- Freedom Call
- Front Line Assembly
- Fu-Manchu
- Funker Vogt
- Gluecifer
- Grip Inc.
- Hatesphere
- Hate Eternal
- Iced Earth
- Impellitteri
- James LaBrie
- Jimmy Page & The Black Crowes
- Jon Oliva's Pain
- Kaipa
- Kamelot
- Kansas
- Klaus Schulze
- Kreator
- Lagwagon
- Life of Agony
- Lita Ford
- Magnum
- Manowar
- Metal Church
- Michael Monroe
- Michael Schenker
- Mob Rules
- Molly Hatchet
- Moonspell
- Monster Magnet
- Motörhead
- Mötley Crüe
- Nashville Pussy
- Neal Morse
- Nile
- Nuclear Assault
- Peter Frampton
- Pennywise
- Pink Cream 69
- Popol Vuh
- Primordial
- Rage
- Ray Wilson
- Rhapsody of Fire
- Robin Gibb
- Rollins Band
- Ronnie Wood
- Rose Tattoo
- Saga
- Saxon
- Savatage
- Saltatio Mortis
- Sepultura
- Shadow Gallery
- Shawn Phillips
- Simply Red
- Sirenia
- Skid Row
- Skinny Puppy
- SNAP
- Sodom
- Spiritual Beggars
- Spock's Beard
- Steve Hackett
- The Blue Van
- The Dillinger Escape Plan
- The Mission
- The Quill
- The Quireboys
- The Robocop Kraus
- The Who
- Tom Waits
- Tommy Bolin
- Tommy Lee
- Tristania
- Type O Negative
- UFO
- Uli Jon Roth
- Unleashed
- Vanderhoof
- Victory
- Virgin Steele
- VNV Nation
- Whitesnake
- Yngwie Malmsteen
- Zed Yago